# Дучкін Семен Степанович
Дучкін Семен Степанович (Дучко; рос. Дучкин Семен Степанович; 12 вересня 1914, село Стретенка, тепер Узункольський район, Костанайська область, Казахстан — 23 листопада 1993, місто Харків) — радянський військовий діяч, капітан-лейтенант та капітан 2-го рангу, автор автобіографічних повістей.

## Життєпис
Народився у неіснуючому сьогодні селі Стретенка в Казахстані в родині переселенців (1898 р.)  із Полтавщини Степана Степановича Дучко  та Поліни (Палагеї) Спиридонівної Худолєєвої (Петрушиної, за другим шлюбом з 1920). Батько працював сільським та волосним писарем в селі Стретенка, після революції 1917 р. —діловодом. 
З 1924 року навчався три класи спочатку в Стретенській школі, а з 1927 року — в Пресногорьковскій загальноосвітній школі Узункольського району Кустанайскої області Казакської АРСР, яку закінчив у 1931 році. У цей час, під впливом русифікації, було змінено його прізвище Дучко на Дучкін. Проживав у гуртожитку для сиріт.
30 жовтня 1931 року вступив до Ленінградського вищого військово-морського училища імені Фрунзе. Після закінчення військово-морського училища у 1936 році служив на Дніпровському флоті помічником начальника нештатної Об'єднаної школи флоту, до 1938 року був також помічником командира монітора «Ростовцев». До січня 1940 року — командир броньованого катеру №112. 
З 1 по 9 вересня 1941 року в званні лейтенанта служив капітаном морських суден, зокрема монітору «Смоленськ» у складі Чернігівського загону під час оборони Києва та помічником командира монітору «Жемчужин» . У складі дивізіону "Жемчужин (монітор)" брав участь у боях біля гори Рени, перекриваючи прорив біля села Переправа, а також в обороні міста Каневау складі Кременчуцького загону кораблів. Потім служив начальником штабу Чернігівського загону кораблів Пінського флоту в обороні міста Чернігова. Після виходу з оточення 5 листопада 1941 року прибув на Червонопрапорну Амурську Флотилію (ЧАФ), де був капітаном рятувального судна «П—1» 83-го загону ЧАФ. Член ВКП(б).
Демобілізувався в 1956 році. Останні 40 років, аж до самої смерті проживав в Україні, у Харкові.
Помер у 1993 році від раку.
У 2012 році у Харкові побачила світ його автобіографічна повість «Степова ковила».

## Родина
Був одружений на землячці Любові Крисенко з Черкащини. У грудні 1939 р. в Пінську, в Білорусі, народився його старший син Микола, у 1942 р. в Києві його дочка Тетяна, а у травні 1945 р. у Хабаровську син Олександр.

## Нагороди
- орден Леніна (30.12.1956)
- орден Червоного Прапора (27.12.1951)
- два ордени Вітчизняної війни ІІ ст. (14.09.1945, 6.04.1985)
- орден Червоної Зірки (5.11.1946)
- медаль «За бойові заслуги» (3.11.1946)
- медаль «За перемогу над Німеччиною у Великій Вітчизняній війні 1941—1945 рр.» (1945)
- медаль «За перемогу над Японією» (1945)